# Stanton (Texas)
Pour les articles homonymes, voir Stanton.
La ville américaine de Stanton est le siège du comté de Martin, dans l’État du Texas. Elle comptait 2 492 habitants lors du recensement de 2010.

## Source
- (en) Cet article est partiellement ou en totalité issu de l’article de Wikipédia en anglais intitulé « Stanton, Texas » (voir la liste des auteurs).